# Finn Arvé
Finn Arve (* 13. März 1953 in Kopenhagen) ist ein dänischer römisch-katholischer Priester und ehemaliger Schauspieler.

## Leben
Finn Arve absolvierte seine Schauspielausbildung an der Staatlichen Theaterschule in Kopenhagen. Sein Bühnendebüt hatte er im Jahr 1975 am Königlichen Theater Kopenhagen. Er war bis 1988 als Schauspieler auf der Bühne und vor der Kamera tätig.
Im Jahr 1988 begann Arve ein Theologiestudium, das ihn von Dänemark unter anderem nach Italien und nach Deutschland führte. Seit 1993 ist Arve als Priester in der Sønderborg Kommune tätig.

## Filmografie
- 1981: Die Olsenbande fliegt über die Planke (Olsen-bandens flugt over plankeværket)
- 1983: Kurt und Valde – Ganoven mit Charme (Kurt og Valde)
- 1983: Forraederne
- 1983: Andorra
- 1984: Privatdetektiv Anthonsen (Anthonsen, Fernsehserie)